# زبان لارستانی
زبان لارستانی که با نام‌های اچمی و خودمونی  نیز خوانده می‌شود، زبان مردم ساکن در جنوب فارس، غرب هرمزگان و شرق بوشهر است. این زبان همچنین در میان جوامع مهاجر ایرانی کشورهای حاشیهٔ خلیج فارس نیز رواج دارد. لاری زبان غالب شهرستان‌های لارستان، خنج، گراش جویم و اوز در فارس و شهرستان بستک در هرمزگان است. این زبان به جاماندهٔ پارسی میانه است و دستور زبان خاص خود را دارد.
امروزه این زبان به خاطر تفاوت‌های زیادش با زبان فارسی معیار به عنوان یک زبانِ مستقل از شاخهٔ زبان‌های ایرانی‌تبار جنوب غربی قلمداد می‌شود. گویش‌های زبان لارستانی همانند لری، نوادهٔ پارسی میانه محسوب می‌شوند. این زبان ارتباط نزدیکی با پارسی باستان دارد.

## پراکندگی جغرافیایی

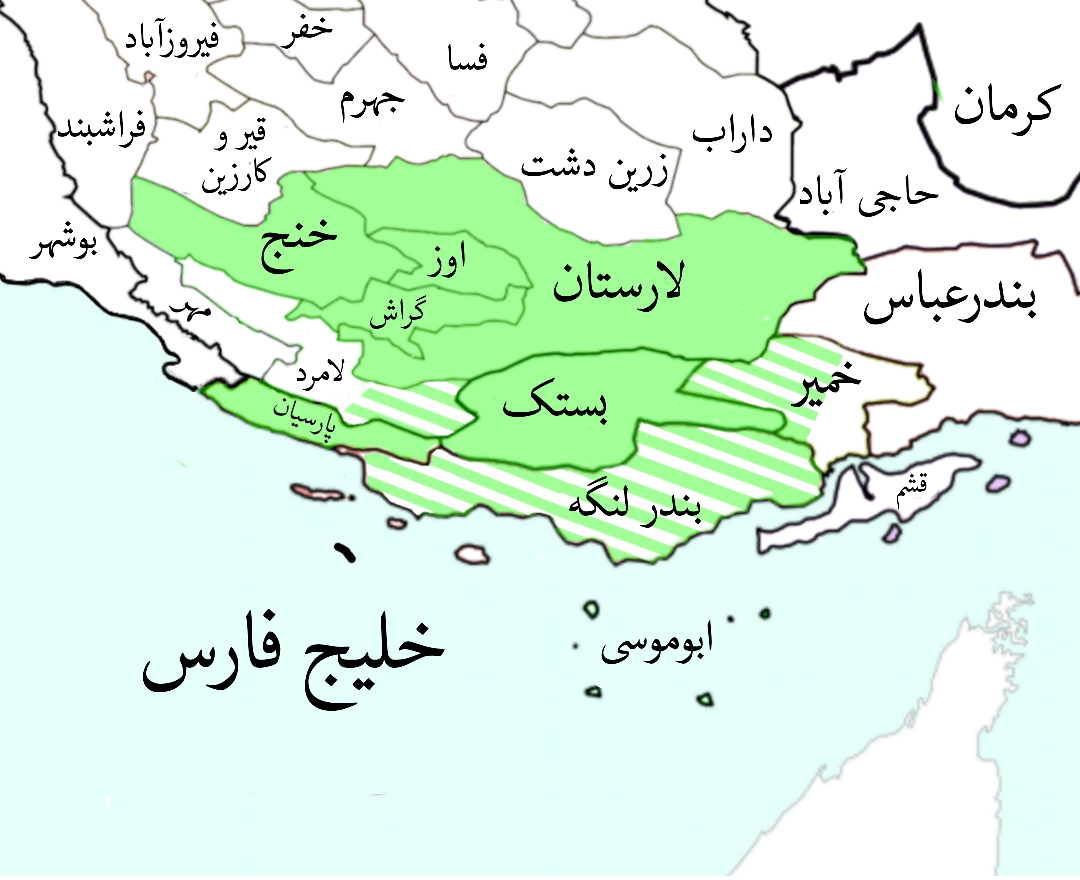
پراکندگی گویشوران

بیشتر شهروندان جنوبی استان فارس و غرب هرمزگان شامل شهرستان‌های لارستان، گراش، بستک، اوز و خنج بدین زبان سخن می‌گویند. لاری در شهرها و روستاهای لار، گراش، اوز، خنج، بستک، فداغ، خور ، اسیر(استان فارس)، لطیفی، جناح، ارد، جویم، بنارویه، شرفویه، دهتل، دهفیش، براک، بیدشهر، بست قلات، بیغرد، کوره، لاغران و کاریان، احمدمحمودی، بلغان، چاه طوس، و بخش‌هایی از بریز، دهکویه، بندرلنگه، گاوبندی (پارسیان)، بندر خمیر، رویدر، بردستان، نهند، کوهیج، گلار و… رایج است.

## واج‌شناسی

### واکه‌ها
لاری دارای ۱۰ واکه ساده است که از این نظر با فارسی تفاوت چشمگیری دارد. واکه‌های ساده  a، ā، e، ē، o، ō، u، ū، I و Ī هستند. ۴ واکه مرکب ey، ow، oy و ay نیز در این زبان یافت می‌شوند.

### همخوان‌ها
همخوان‌های لاری همانند فارسی است با این تفاوت که واج /h/ در این زبان وجود ندارد و افزون بر واج /v/، واج /w/ هم در آن یافت می‌شود.
|         |        | لبی | لثوی | پساکامی | کامی | نرم‌کامی | زبانکی | چاکنایی |
| ------- | ------ | --- | ---- | ------- | ---- | ------- | ------ | ------- |
| خیشومی  | خیشومی | م m | ن n  |         |      |         |        |         |
| انسدادی | واک‌دار | ب b | د d  |         |      | گ g     | ق q    |         |
| انسدادی | بی‌واک  | پ p | ت t  |         |      | ک k     |        | ء ʔ     |
| انسایشی | واک‌دار |     |      | ج d͡ʒ    |      |         |        |         |
| انسایشی | بی‌واک  |     |      | چ t͡ʃ    |      |         |        |         |
| سایشی   | واک‌دار | و v | ز z  | ژ ʒ     |      |         |        |         |
| سایشی   | بی‌واک  | ف f | س s  | ش ʃ     |      | خ x     |        |         |
| لرزشی   | لرزشی  |     | ر r  |         |      |         |        |         |
| ناسوده  | ناسوده | و w | ل l  |         | ی j  |         |        |         |

## لهجه‌ها
زبان لارستانی دارای چندین لهجه است. تفاوت این لهجه‌ها بیشتر در تلفظ واژگان است. برای نمونه «رفتم» در برخی از مناطق رفتُم و در برخی دیگر چِدُم تلفظ می‌شود. لاری، گراشی، خنجی، اوزی، بستکی،اَرَدی، فداغی، کوخردی، بیدشهری و بیخی از مهم‌ترین لهجه‌های لاری هستند.
عمدۀ کلماتی که در لهجه‌های لاری به کار برده می‌شود، بر اساس مناطق مختلف دارای تلفظ‌های متفاوت است. به‌طورمثال در برخی روستاها و شهرها به اول افعال حرکت اَ و برخی با حرکت اُ و دیگر مکان‌ها با صدای اِ تلفظ می‌گردد. حال ممکن است این اصوات در پایان یا میانه‌های یک کلمه نیز وجود داشته باشد.
برای مثال همین کلمه اچم را می‌توان به صورتهای زیر مشاهده نمود: اَچَم، اَچُم، اُچَم، اُچُم، اَچِم یا در برخی موارد ممکن است تلفظ برخی از حروف نیز تغییر یابد مانند: اَشِم یا اَشَم که همان معنی برویم را می‌دهد.
یکی از خواص زبان لاری دارا بودن یک صدا در برخی گویش‌های آن همانند گویش فداغی است. این تلفظ میانه گ و ن است که به صورت غنه (تلفظی در ادای کلمات عربی) ادا می‌گردد همانند فَلَزِئنگ که نوعی نان محلی است که با مهیاوه درست می‌شود. در گویش بیدشهری حرف-ُ-در کلمه اَچُم به صورت اَچام تلفظ می‌شود که حرف ا بینُ و آ بیان می‌گردد.
عمدهٔ این گویش‌ها مربوط به ایالت ایراهستان قدیم بوده‌است. این گویش‌ها در جای‌جای منطقه جنوب به شکل‌های متنوعی خود را نشان داده و نمود کرده‌است که بیشتر این تفاوت‌ها در تلفظ واژگان است. زبان اچمی لهجه‌های مختلفی را در بر می‌گیرد که در بسیاری از مناطقی که به این گویش صحبت می‌کنند، کلمات و واژگانی خاص نسبت به بقیه مناطق اطراف خود به کار می‌برند. این کلمات در بعضی موارد تأثیر گرفته از زبانهای هندی، انگلیسی، پرتغالی و عربی است که به علت مراودات گستردهٔ مردم این مناطق با کشورهای مختلف شکل گرفته‌است. گویش لاری به علت حضور تاریخی یهودیان دارای پیچ و خم‌های زبان عبری نیز هست.

## پژوهش‌ها
احمد اقتداری و لطفعلی خنجی بر دستور این زبان پژوهش‌های مبسوطی انجام داده‌اند. امیرحسین خنجی نیز در پژوهشی مجموعۀ واژگان، متون نثر و نظم و دستور زبان لاری را گرد آوردی و بازشناسی کرده است.  همچنین ما لچانوا، زبان‌شناس معاصر روس، عقیده دارد که کومزاری نیز یکی از لهجه‌های لاری است.